# Limagrain
Limagrain SCA er en fransk multinational producent af frø, kornprodukter og bagværk. De er specialiseret i frø til markafgrøder, grøntsagsfrø og kornprodukter. Virksomheden er etableret som et kooperativ af og kontrolleres af franske landmænd. Frødivisionen drives igennem datterselskabet Vilmorin & Cie, mel og gryn fremstilles igennem Limagrain Céréales Ingrédients og der produceres brød og kager igennem Jacquet-Brossard.
De har 10.000 ansatte fordelt på 56 lande, hvilket inkluderer 2.000 forskere. I Auvergne har kooperativet 2.000 landmænd som medlemmer.